# Pop Montréal

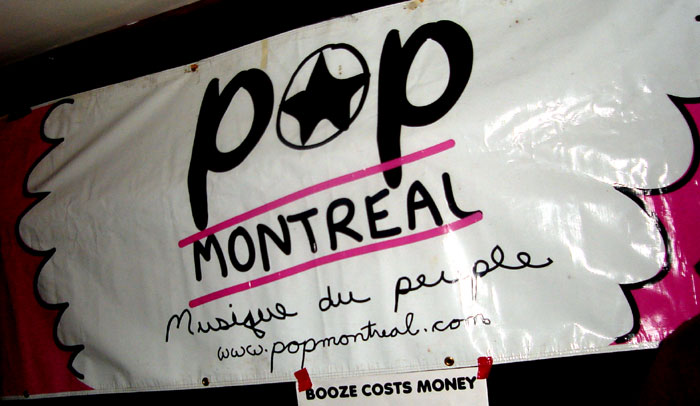
Banner Pop Montréal (2005)

Pop Montréal is een jaarlijks muziekfestival in Canada. Pop Montréal richt zich vooral op de presentatie van nieuwe bands en artiesten, een zogenoemd showcasefestival, vergelijkbaar met SxSW, maar kleinschaliger van aard. Vooral indierockartiesten worden vertegenwoordigd op het festival. Het vindt plaats op enkele tientallen locaties in het centrum van Montréal.

## Programma 2002
The Walkmen, Stars, Blonde Redhead, Arthur H, Interpol, The Dears, Broken Social Scene, Vulgaires Machins, Les Breastfeeders, Amon Tobin, Gros Mené, Julie Doiron, Constantines, Yann Perreau, Hot Hot Heat, Martha Wainwright.

## Programma 2003
The Arcade Fire, Buck 65, The Unicorns, Malajube, The Besnard Lakes, Black Dice, Et Sans, Pony Up, Metric, Sloan, Wolf Eyes, Chromeo, The Distillers, Galaxie 500, Queens of the Stone Age, Tiga, Shades of Culture.

## Programma 2004
Franz Ferdinand, Kool Keith, An Albatross, The Black Keys, Tegan and Sara, Frog Eyes, We Are Wolves, Duchess Says, Jorane, Ghislain Poirier, Subtitle, The Weakerthans, Socalled, Magnolia Electric Co., Mission of Burma, Patrick Watson, Torngat, Billy Talent, Death From Above 1979, Lil' Andy, Constantines, Flogging Molly, The Hold Steady, Apostle of Hustle, Holy Fuck, Les Georges Leningrad, Karkwa.

## Programma 2005
Beck, Wolf Parade, Gonzales, Antony and the Johnsons, Billy Childish, Champion, TTC, Islands, Woodhands, Land of Talk, The Dirtbombs, Joseph Arthur, Wintersleep, The Most Serene Republic, Plants and Animals, CPC Gangbangs, Cadence Weapon, Navet Confit, Black Mountain, Deerhunter, Think About Life, The Lovely Feathers, Zoobombs, Priestess, Asobi Seksu, You Say Party! We Say Die!, Tokyo Police Club, Kings of Leon, Architecture in Helsinki

## Programma 2006
Highlighted artists in 2006 included Roky Erickson, Vashti Bunyan, Joanna Newsom, Gary Wilson, Gonzales, Dr. Octagon, Spank Rock, TTC, Think About Life, Kid Sister, Sloan, Cadence Weapon, The Russian Futurists, Beirut, Akron/Family, Born Ruffians, Patrick Watson, Handsome Furs, Socalled and more.

## Programma 2007
Patti Smith, Cody ChesnuTT, Pere Ubu, Half Japanese, Mort Sahl, Ron Sexsmith, Michel Pagliaro, Black Mountain, Oakley Hall, Sunset Rubdown, The National, A-Trak, Kid Sister, Caribou, Born Ruffians, Final Fantasy, Chromeo, Tiga, Bobby Conn, Yelle, DJ /rupture, Tony Rebel, Jr Kelly, Starvin Hungry, Bionic, Trigger Effect, Lotusland, Magnolia Electric Co., Chad VanGaalen, The Watson Twins, MSTRKRFT, DJ Mehdi, Jay Reatard, Qui, Megasoid, Glitch Mob, The Cool Kids, Gary Lucas, Earlimart, Ndidi Onukwulu, Miracle Fortress, Tagaq, Fujiya and Miyagi, Daedalus, Filastine, United Steel Workers of Montreal, The Barmitzvah Brothers, Maga Bo, Georgie James, Tiombe Lockhart, Ted Leo & The Pharmacists, Library Science, Yip Yip, Basia Bulat, The Bicycles and We're Marching On.

## Programma 2008
Burt Bacharach, Ratatat, Nick Cave and The Bad Seeds, Hot Chip, Beach House, Baby Dee, Vivian Girls, Silver Apples, Dan Deacon, Brazilian Girls, Black Kids, Jason Collett, Sebastien Grainger, T. Raumschmiere, Vetiver, Akron/Family, Dr. Dog, Congorock, Irma Thomas, The Virgins, The Dodos, Aleks and the Drummer, The Dears, The Bug, Liam Finn, Megasoid, Socalled, Watain, Julie Doiron, The Luyas, These Are Powers, The Lovely Sparrows, Japanther, Dirty on Purpose, The Death Set, AIDS Wolf, Dark Meat, Sister Nancy, Hypnotic Brass Ensemble, Zombie Zombie, Jean-Jacques Perrey, Socalled's Porn Pop, Herman Dune, Chad VanGaalen, The Persuasions, WIRE, The Sainte Catherines, Thomas Function, Dominique Grange & Jacques Tardi, Great Lake Swimmers, Katie Moore, Woodhands, Sam Shalabi, Gatineau, Chocolat, Irma Thomas, Wedding Present, Evangelicals, Jana Hunter, Cex, Teeth Mountain, Teki Latex, The D'Urbervilles, Michie Mee, Two Hours Traffic, Meta Gruau